# Coupe d'Irlande du Nord féminine de football 2021
Navigation
Édition précédente Édition suivante
La 16e Coupe d'Irlande du Nord féminine de football, en anglais IFA Womens Challenge Cup et pour des raisons de naming publicitaire Electric Ireland Women's Challenge Cup, se dispute entre le 6 juin 2021 et septembre 2021 date de la finale. Le Glentoran Belfast United remet en jeu son titre obtenu en 2019. C'est la 16e édition de la compétition. L'édition 2020 n'a pas eu lieu à cause de la pandémie de Covid-19.

## Organisation
La compétition s'organise en cinq tours successifs. Les clubs de première division du championnat sont exemptés du premier tour.

## Tour préliminaire
Le tour préliminaire se déroule le 6 juin 2021. Il oppose deux clubs amateurs tirés au sort parmi les équipes intégrant la compétition dès son commencement : Bangor Ladies et Lisburn Ladies.
| Club recevant | Score | Club visiteur  |
| ------------- | ----- | -------------- |
| Bangor Ladies | 0-9   | Lisburn Ladies |

## Premier tour
Le premier tour se déroule le 25 juin 2021. Les matchs sont tirés au sort et se déroulent sur le terrain du premier nommé.
| Club recevant             | Score   | Club visiteur             |
| ------------------------- | ------- | ------------------------- |
| Ballymena United FC Women | 0-12    | Lisburn Rangers           |
| Belfast Celtic Ladies     | 7-0     | St Oliver Plunkett Ladies |
| Belfast Ravens            | 1-12    | Killen Rangers Ladies     |
| St James' Swifts Ladies   | 6-1     | Comber Rec. Ladies        |
| Carnmoney Ladies          | 1-0     | Foyle Belles Ladies       |
| Rosario Ladies            | 0-3     | Mid Ulster Ladies         |
| East Belfast Ladies       | 5-1     | Larne Ladies              |
| Lisburn Ladies            | 7-0     | Craigavon City            |
| Belfast Swifts Ladies     | forfait | Camlough Rovers Ladies    |
| Dromara Village Ladies    | forfait | Crewe United Ladies       |

## Deuxième tour
Le premier tour se déroule le 9 juillet 2021. Les matchs sont tirés au sort et se déroulent sur le terrain du premier nommé. Ce tour est marqué par l'entrée en lice des équipes disputant la première division irlandaise.
| Club recevant            | Score   | Club visiteur          |
| ------------------------ | ------- | ---------------------- |
| Carnmoney Ladies         | 9-1     | Camlough Rovers Ladies |
| East Belfast Ladies      | 2-8     | Crusaders Strikers     |
| Killen Rangers Ladies    | 0-11    | Sion Swifts Ladies     |
| Lisburn Ladies           | 1-3     | Lisburn Rangers        |
| Mid Ulster Ladies        | 5-1     | Belfast Celtic Ladies  |
| Linfield Ladies          | 2-3     | Cliftonville Ladies    |
| Glentoran Women's        | forfait | Derry City Women       |
| St. James' Swifts Ladies | forfait | Crewe United Ladies    |

## Quarts de finale
Les quarts de finale se déroulent le vendredi 23 juillet 2021. Contrairement au tour précédent aucun choc entre équipes de première division n'est tiré au sort. Le tenant du titre Glentoran Women's exempté au tour précédent, fait son entrée dans la compétition.
| Club recevant      | Score | Club visiteur           |
| ------------------ | ----- | ----------------------- |
| Carnmoney Ladies   | 0-7   | Glentoran Women's       |
| Crusaders Strikers | 4-0   | St James’ Swifts Ladies |
| Lisburn Rangers    | 2-4   | Cliftonville Ladies     |
| Mid Ulster Ladies  | 0-7   | Sion Swifts Ladies      |

## Demi-finales
| Demi finale 1               | Cliftonville Ladies | 1-2 | Glentoran Women's | Clandeboye Park, Bangor |
| Vendredi 27 août 2021 19h30 |                     |     |                   |                         |

| Demi finale 2               | Crusaders Strikers | 2-1 | Sion Swifts Ladies | Mill Meadow, Castledawson |
| Vendredi 27 août 2021 19h30 |                    |     |                    |                           |

## Finale
| Finale                         | Crusaders Strikers | 0-2 | Glentoran Women's |  |
| Vendredi 15 octobre 2021 19h45 |                    |     |                   |  |